# 大蒲原村
大蒲原村（おおかんばらむら）は、かつて新潟県中蒲原郡にあった村。

## 沿革
- 1889年（明治22年）4月1日 - 町村制施行に伴い中蒲原郡上大蒲原村、下大蒲原村、高松村、牧村、上野村、寺田村、南田中村、青橋村、中野橋村、刈羽村が合併し、大蒲原村が発足。
- 1901年（明治34年）11月1日 - 中蒲原郡五箇村と合併して、大蒲原村を新設。
- 1955年（昭和30年）3月31日 - 中蒲原郡村松町、川内村、十全村、菅名村（一部）と合併し村松町を新設して消滅。